# Litteraturåret 1939

## Händelser
- 27 juli – Gösta Knutsson utkommer med första boken om Pelle Svanslös.

### Utan datum
- Den tjeckoslovakiske surrealisten Jindřich Heisler utger sitt första arbete, med fem teckningar av Toyen och omslag av Jindřich Štyrský. Verket tillägnas André Breton och är författat på tyska, Nur die Turmfalken brunzen ruhig auf die 10 Gebote.

## Priser och utmärkelser
- Nobelpriset: Frans Eemil Sillanpää, Finland[1]
- De Nios Stora Pris – Vilhelm Moberg
- Svenska Akademiens stora pris – Hjalmar Gullberg

## Nya böcker

### 0 – 9
- 100 dikter, ett urval ur sex versböcker av Hjalmar Gullberg

### A – G
- Bara Alberte av Cora Sandel
- Bara en mor av Ivar Lo-Johansson
- Barbara av Jørgen-Frantz Jacobsen
- Den befriade människan av Pär Lagerkvist
- Det enkla och det svåra av Harry Martinson
- Eldtema av Artur Lundkvist
- Elpidi av Vilhelm Ekelund
- Finnegans Wake av James Joyce
- Gamla gudar av Bo Bergman
- Gilles av Pierre Drieu la Rochelle
- Giv oss jorden av Vilhelm Moberg

### H – N
- Ikarus flykt av Artur Lundkvist
- Klyftan av Emil Hagström
- Kungens rosor av Moa Martinson
- Muren av Jean-Paul Sartre

### O – U
- Ocke, Nutta och Pillerill av Elsa Beskow[2]
- Pelle Svanslös på äventyr av Gösta Knutsson
- Seger i mörker av Pär Lagerkvist
- Smaragden av Josef Kjellgren
- Som det brukar vara av Thorsten Jonsson
- Statister av Jan Fridegård
- Sällskap för en eremit, essäer av Frans G. Bengtsson
- Tio små negerpojkar av Agatha Christie

### V – Ö
- Vredens druvor av John Steinbeck

## Födda
- 15 januari – Per Ahlmark, svensk författare m.m.
- 27 januari – Monica Zak, svensk författare.
- 28 januari – Dag Peterson, svensk författare och konstnär.
- 3 februari – Kjell Ringi, svensk konstnär, skulptör och författare.
- 29 mars – Lennart Frick, svensk författare, journalist, kritiker och förlagsman.
- 3 april – Sölve Rydell, svensk författare.
- 9 april – Berit Gullberg, svensk författare och teaterförläggare.
- 13 april – Seamus Heaney, irländsk författare, nobelpristagare 1995.
- 20 april – Peter S. Beagle, amerikansk författare.
- 4 maj – Amos Oz, israelisk författare, professor och samhällsdebattör.
- 27 maj – Håkan Boström, svensk författare.
- 6 juli – Leif Zern, svensk teaterkritiker och författare.
- 24 juli – Claude Kayat, tunisisk-svensk författare, dramatiker och konstnär.
- 14 augusti – Carl Johan Bernhard, svensk författare.
- 16 september – Breyten Breytenbach, sydafrikansk författare och konstnär.
- 3 oktober – Göran Sonnevi, svensk lyriker och översättare.
- 4 oktober – Jackie Collins, amerikansk författare, skådespelare och producent.
- 18 november – Margaret Atwood, kanadensisk författare.
- 24 november – Marit Paulsen, svensk författare och politiker.
- 27 november – Teddy Gummerus, svensk författare, kulturjournalist och litteraturkritiker.

## Avlidna
- 28 januari – William Butler Yeats, 73, irländsk dramatiker och poet, nobelpristagare 1923.
- 25 maj – Ellen Jolin, 84, svensk författare, målare och grafiker.
- 26 juni – Ford Madox Ford, 65, brittisk författare.

### Fotnoter
1. ↑  ”Nobelpriset i litteratur”. https://www.nobelprize.org/prizes/lists/all-nobel-prizes-in-literature/. Läst 20 mars 2011.
2. ↑  ”Elsa Beskows boktitlar”. Arkiverad från originalet den 14 december 2012. https://web.archive.org/web/20121214172009/http://kampanj.bonniercarlsen.se/beskow/titlar1.htm. Läst 12 april 2011.